# Вакцина
Вакцина или цјепиво је биолошки препарат који садржи специфичне антигене или делове генетског материјала који се примењују ради индуковања активног имунског одговора ради спречавања развоја болести. Најчешће се примењује као превентивна мера инфективних обољења, али се могу употребити и након излагања антигену. Показано је да представљају најефикаснију специфичну профилактичку меру инфективних обољења. Вакцина типично садржи агенс које наликује на микроорганизам који узрокује болест и често се прави од ослабљених или убијених облика микроба, његових токсина или једног од његових површинских протеина. Тај агенс стимулише телесни имунски систем да препозна агенс као опасност, уништи га, и да надаље препознаје и уништава све микроорганизме асоциране са тим агенсом са којима се може срести у будућности. Вакцине могу да буду профилактичке (на пример: да спречавају или ублажавају ефекте будућих инфекција природним или „дивљим” патогенима), или терапеутске (нпр., истражују се вакцине против канцера). Вакцине се могу примењивати са циљем превенције и лечења малигних обољења за које је познато да их могу проузроковати вируси, као што су рак грлића материце и карцином јетре.
Употреба вакцина се зове вакцинација. Вакцинација је најефикаснији метод превенције заразних болести; широко распрострањен имунитет услед вакцинације је у великој мери одговоран за ерадикацију богиња широм света и ограничавање болести као што су полио, мале богиње и тетанус у великом делу света. Ефикасност вакцинације је била нашироко проучавана и верификована; на пример, вакцине које су се показале делотворним укључују вакцину против грипе, ХПВ, и варичеле. Светска здравствена организација (СЗО) је известила да су лиценциране вакцине тренутно доступне за двадесет пет различитих спречивих инфекција.
Термини вакцина и вакцинација су изведени из Variolae vaccinae (велике богиње крава), што је термин који је осмислио Едвард Џенер за означавање крављих богиња. Он је користио тај термин 1798. године у дугом наслову свог рада „Испитивање Variolae vaccinae познате као кравље богиње” (енгл. Inquiry into the Variolae vaccinae known as the Cow Pox), у коме он описује заштитни ефекат крављих богиња против богиња. Године 1881, у Џенерову част, Луј Пастер је предложио да се примена тог термина прошири тако да обухвати нове заштитне инокулације које су развијане у то време.
Сматра се да је вакцинација, уз неспецифичне мере превенције (као што су хигијенске мере, индустријски развој итд.) и откриће антибиотске терапије, заслужна за смањење удела инфективних обољења међу узроцима смрти код људи. На почетку 20. века су инфекције биле водећи узрок смрти (између 30 и 60%), а на крају 20. и почетку 21. века имају удео између 3 и 5%. Проценат деце млађих од пет година у укупном броју умрлих је смањен са 30,4 на 1,4. Уз помоћ вакцине су 1979. године искорењене из популације велике богиње, што је био први случај ерадикације неке болести људском интервенцијом.

## Називи
Цепиво (ијек. цјепиво) је именица изведена од домаћег глагола ц(иј)епити у значењу  давати вакцину, што значи да није страна реч, и није преузета из неког другог језика, већ је домаћа твореница.
Вакцина, као медицински термин помиње се у једнотомном Речнику српскога језика (из 2011. године). Он се у српској језичкој норми одомаћио, да би се разликовао од израза ц(ј)епиво који је данас уобичајен у хрватском, али и словеначком језику.
Пелц или пелцовати, (од немачког pelzen), некада чешће коришћен термин који се данас ретко користи, али се може наћи у литератури, јер га је потиснуо термин вакцина.

## Ефективност
Вакцине су историјски биле најефективнија средства за борбу против и ерадикацију инфективних болести. Постоје ограничења у погледу њихове ефикасности. Понекад заштита не успева јер имунски систем домаћина једноставно не реагује адекватно или уопште. Недостатак одговора обично је резултат клиничких фактора као што су дијабетес, употреба стероида, ХИВ инфекција или старост. Заштита такође може да буде неуспешна из генетских разлога ако имунски систем домаћина не укључује сојеве Б ћелија који могу да генеришу антитела погодна за ефективно реаговање и везивање за антиген асоциран са патогеном.
Чак и ако домаћин развије антитела, могуће је да заштита није адекватна; имунитет се може развити сувише споро да би био ефективан на време, могуће је да антитела у потпуности не онеспособе патоген, или може бити више сојева патогена, од којих сви нису подједнако подложни имунској реакцији. Међутим, чак и парцијални, касни или слаб имунитет, као што је онај који је резултат унакрсне имуности на сој који није циљни, може да ублажи инфекцију, што резултира нижом стопом смртности, нижим морбидитетом, и бржим опоравком.
Помоћна средства се често користе да се подстакне имунолошки одговор, посебно код старијих особа (50–75 година и више), чији имунски респонс на једноставну вакцину може да буде ослабљен.
Ефикасност или перформанца вакцине зависи од бројних фактора:
- саме болести (за неке болести вакцинација је успешнија него за друге),
- сој вакцине (неке вакцине су специфичне за, или бар најефективније против, одређених сојева болести),[24]
- правилности спровођења распореда вакцинације,
- идиосинкратски одговор на вакцинацију; поједине особе не реагују на одређене вакцине, што значи да не стварају антитела чак и након што су правилно вакцинисане,
- различити фактори као што су етничка припадност, старост или генетска предиспозиција.

Ако вакцинисана особа развије болест против које је вакцинисана (пробојна инфекција), болест је углавном мање вирулентна него код невакцинисаних жртава.
Важна разматрања у погледу делотворности програма вакцинације су:
1. пажљиво моделовање како би се предвидео ефекат који ће кампања имунизације имати на епидемиологију болести у средњем до дугорочног периода
2. континуирано праћење релевантне болести након увођења нове вакцине
3. одржавање високих стопа имунизације, чак и када је болест постала ретка.

Године 1958, било је 763.094 случаја малих богиња у Сједињеним Државама; 552 је резултирало смрћу. Након увођења нове вакцине, број случаја је пао на мање од 150 годишње (медијана од 56). Почетком 2008. године, било је 64 случаја малих богиња. Педесет четири од тих инфекција су везане за унос из друге земље, мада је заправо само 13% било стечено изван Сједињених Држава; 63 од 64 индивидуе или није било вакцинисано против малих богиња или није познато да ли су били вакцинисани.
Вакцине су допринеле ерадикацији богиња, једне од најзаразнијих и најсмртоноснијих болести код људи. Друге болести као што су рубеола, полио, мале богиње, заушке, варичела и тифус далеко су ређе него што су биле пре сто година. Све док је велика већина људи вакцинисана, много је теже да се догоди избијање болести, а поготово ширење. Овај ефекат се назива популациона имуност. Полио, који се преноси једино међу људима, је био мета опсежне кампање ерадикације која је довела до ограничавања ендемске заразе на само поједине делове три земље (Авганистан, Нигерија, и Пакистан). Међутим, тешкоће да се приступи свој деци, као и културни неспоразуми, проузроковали су да се очекивани датум искорењивања већ неколико пута пропусти.
Вакцине исто тако помажу у спречавању развоја антибиотичке резистенције. На пример, оне у знатној мери умањују појаву пнеумоније узроковане бактеријом Streptococcus pneumoniae. Вакцинациони програми су значајно смањили учесталост инфекција отпорних на пеницилин или друге антибиотике прве линије одбране.

## Нежељени ефекти
Вакцинација извршена током детињства је генерално безбедна. Нежељени ефекти, ако се уопште јаве, генерално су благи. Стопа нежељених ефеката зависи од дате вакцине. Неке од уобичајених нуспојава укључују грозницу, бол око места убода и болове у мишићима. Додатно, поједине особе могу бити алергичне на састојке вакцине. ММР вакцина се ретко повезује са фебрилним конвулзијама.
Тешке нуспојаве су изузетно ретке. Вакцина против варичеле ретко узрокује компликације код имунодефицијентних индивидуа, а вакцина против ротавируса су умерено повезане са интусусцепцијом.
Неке земље као што је Уједињено Краљевство пружају компензацију жртвама озбиљних нежељених ефеката путем своје надокнаде за повреде услед вакцинације. Сједињене Државе имају Национални закон о вакцинским повредама у детињству. Бар још 19 других земаља има такве видове компензације.

## Подела вакцина[34]
- Живе атенуиране вакцине користе ослабљени облик клице
- Инактивиране вакцине користе убијену верзију клице
- Подјединице, рекомбинантне, полисахаридне и коњугиране вакцине користе само одређене делове клице, као што су њен протеин, шећер или омотач
- Токсоидне вакцине које користе токсин (штетни производ) који производи клица
- мРНА вакцине користе РНК која даје вашим ћелијама упутства како да направе протеин (или део протеина) клице
- Вирусне векторске вакцине користе генетски материјал, који вашим ћелијама даје упутства за прављење протеина клице. Ове вакцине такође садрже другачији, безопасни вирус који помаже да се генетски материјал унесе у ваше ћелије.

Према броју антигена које садрже вакцине се деле на:
- моновакцине-које садрже један антиген (нпр. вакцина против туберкулозе-БЦГ)
- комбиноване-које садрже више антигена (нпр. ДТП вакцина против дифтерије, тетануса и пертусиса).

Према биолошкој форми деле се на:
- живе бактеријске (нпр. БЦГ вакцина против туберкулозе)
- мртве бактеријске (вакцине против трбушног тифуса, колере, пертусиса, паратифуса)
- живе вирусне (ММР вакцина против морбила, мумпса и рубеоле, затим Сејбинова вакцина против дечје парализе, вакцина против грипа)
- мртве вирусне (вакцина против грипа, полиомијелитиса, Салкова вакцина)
- вакцине на бази анатоксина-вакцине где је измењен токсин (изгубио токсично дејство, а задржао антигено својство) нпр. ДТ вакцина против дифтерије и тетануса
- вакцине добијене генетичким инжењерингом (вакцина против хепатитиса Б)